# Molí d'en Polit
El Molí d'en Polit és un molí de vent fariner a Manacor (Mallorca) de finals del segle xviii o principis del XIX. És la seu de l'associació Glosadors de Mallorca.
El molí ha mantingut la majoria de les seves estructures d'origen. El 1999 l'ajuntament de Manacor va realitzar unes obres de restauració per realitzar un taller de capacitació per al manteniment dels molins de vent.
Es troba a prop de l'antiga línia de ferrocarril de Manacor a Artà que s'ha transformat en itinerari per a vianants lents que connecta, entre d'altres un ric patrimoni industrial, amb un conjunt de tres molins restaurats: el d'en Polit, el d'en Beió i el d'en Fraret.